# Хасиба Агић
Хасиба Агић (Зеница, 23.04.) босанскохерцеговачка је севдах-фолк пјевачица и интерпретаторка.

## Каријера
Најпознатије нумере Агићеве су Дошли дани тугом расплакани, Пластим суху траву, Увијек си ми говорила мајко моја стара, Сарајево, Бехара ти твога, Није Босна чаша воде, Хармонико моја (филм Грбавица), Мој драгане што ме заборављаш, Плакат’ ћу само ја, Ој јесени туго моја, Алипаша на Херцеговини итд. Одржала је одређен број хуманитарних концерата у Босни и Херцеговини и другдје на Балкану; била је гошћа програма 15. ноћи Зеница самер феста која је била насловљена „Свјетски а наши”. Током цијелог периода Рата у БиХ пјевала је на првим линијама и била у Армији РБиХ (касарна „Рамиз Салчин”, 101. бригада). Дио је тима ОТВ Валентино.

## Приватни живот
Удата је и има двије ћерке.
Свједочила је на Суду БиХ о увозу ствари из Њемачке у Босну за браћу Дацић који су трговали дрогом.

## Дискографија
Албуми
- Хасиба Агић уз ансамбл Будимира-Буце Јовановића – Хасиба Агић (1984, Дискотон)
- Плаче ми се од живота (1998, Халикс)
- Успомене (2017, Хајат)
- Писма раздвојених (?, Тера)
- Хасиба Агић (?, /)

Синглови
- Ти одлазиш за увијек од мене / Немаш среће да ме љубиш (1979, Дискотон)
- Кога нема без њега се може / Несретно је срце моје (1979, Дискотон)
- За љубав је касно / Гдје си пош’о Менсуре (1981, Сарајево диск)

## Фестивали
- 1996. Илиџа — Мајка, прва награда публике и победничка песма фестивала, друга награда стручног жирија, прва награда за интерпретацију (дели је са Неџадом Салковићем) и награда Радија М за укупан уметнички дојам
- 2009. Севдах фест, Бихаћ - Разбоље се лијепа Зекира
- 2009. Вогошћа, Сарајево - Хеј, младости
- 2013. Илиџа — Мајка / Мезимица (Вече Све љепоте Илиџанских фестивала)
- 2017. Илиџа — Негдје у даљини (Вече великана народне музике)
- 2018. Севдах фест, Бихаћ - Алипаша
- 2022. Севдах фест, Бихаћ - Врбас вода носила јаблана